# Geumho (métro de Séoul)
Geumho (en coréen : 금호역) est une station de passage de la ligne 3 du métro de Séoul. Elle est située dans l'arrondissement de Seongdong-gu à Séoul en Corée du Sud.

## Situation sur le réseau

Plan du réseau (2023)

## Services aux voyageurs

### Desserte

Installations
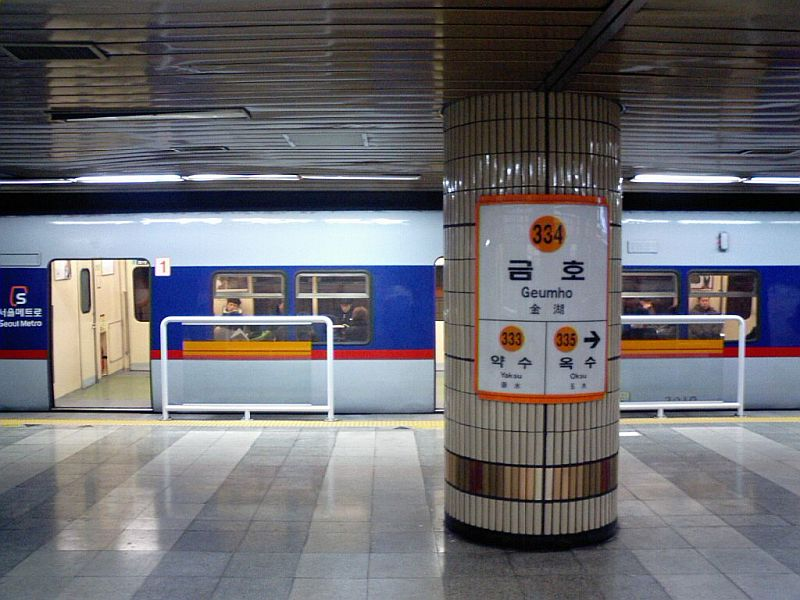
En 3009.
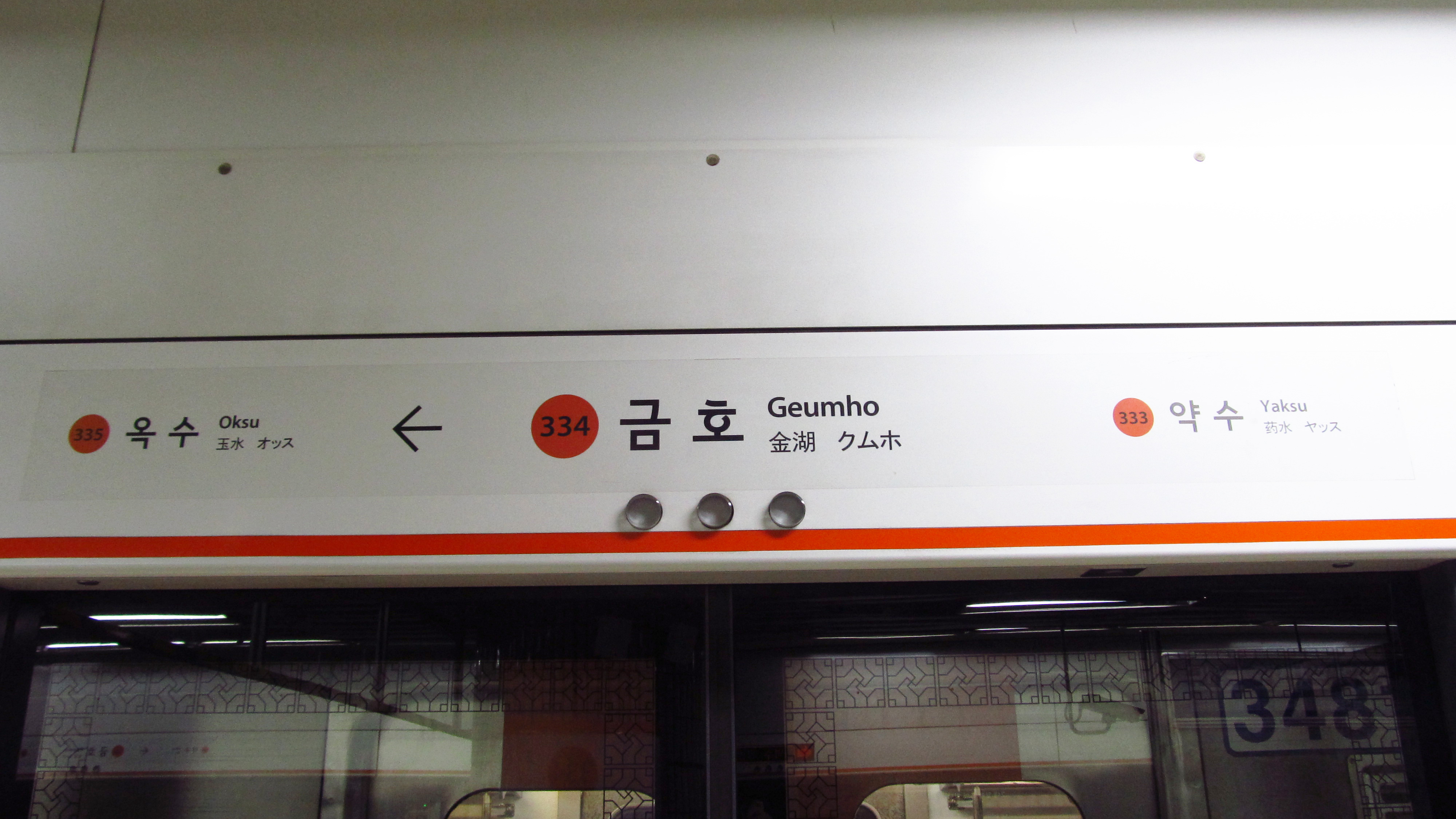
En 2018.
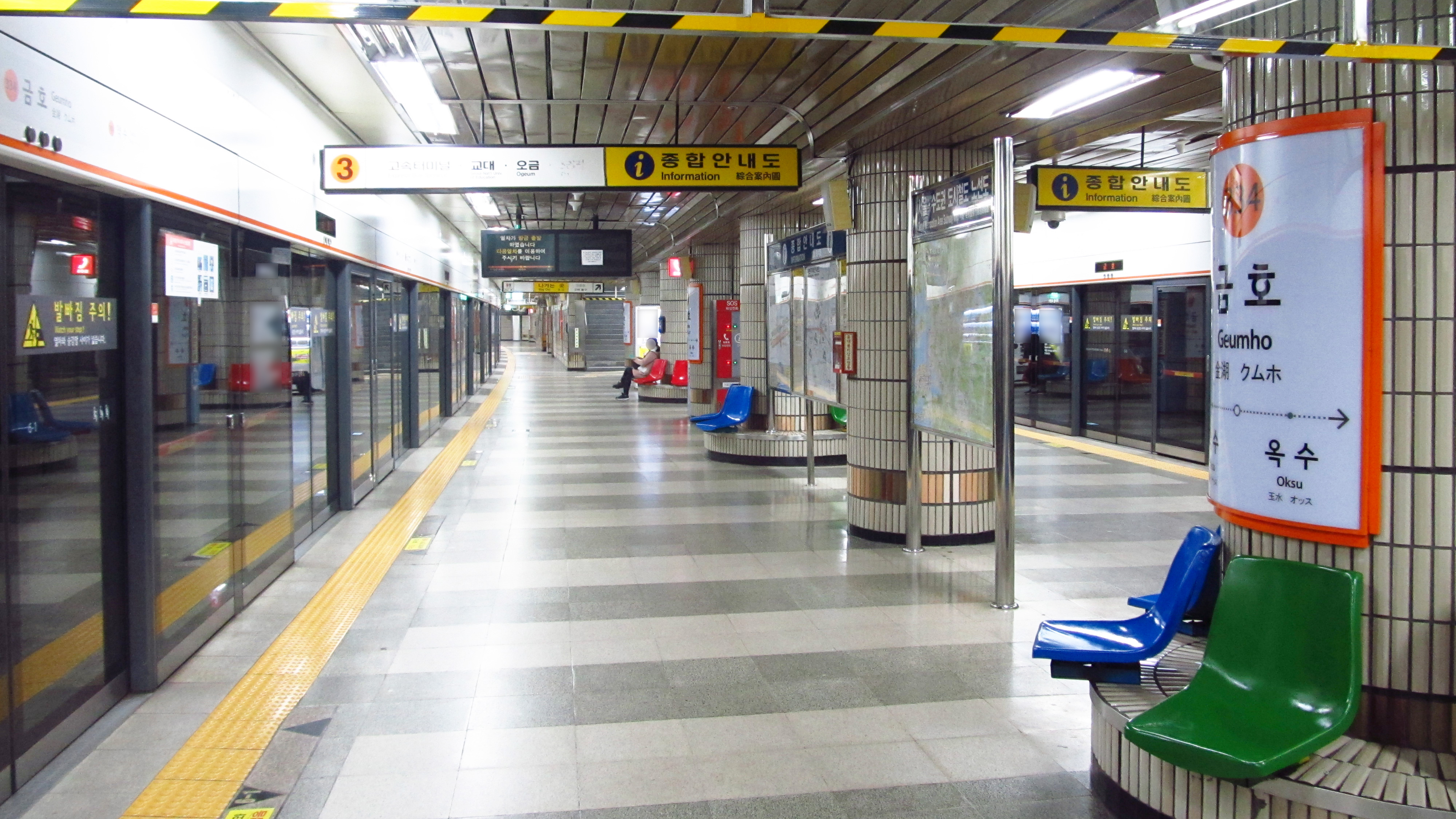
En 2018.